# Мітхел Баккер
Мітхел Баккер (нід. Mitchel Bakker; нар. 20 червня 2000, Пюрмеренд) — нідерландський футболіст, захисник італійської «Аталанти».

## Клубна кар'єра
Вихованець футбольної академії амстердамського «Аякса». 26 вересня 2018 року дебютував в основному складі «Аякса» в матчі Кубка Нідерландів проти «Те Верве». Загалом за рідну команді зіграли лише 2 матчі у кубку і в основному виступав за резервну команду «Йонг Аякс» у Еерстедивізі.
7 липня 2019 року перейшов у французький «Парі Сен-Жермен» у статусі вільного агента, підписавши чотирирічний контракт. 29 січня 2020 року дебютував за ПСЖ у матчі Кубка Франції проти клубу «По». 15 лютого дебютував у французькій Лізі 1, вийшовши у стартовому складі ПСЖ у матчі проти «Ам'єна». 24 липня 2020 року вийшов у стартовому складі ПСЖ на фінальний матч Кубка Франції, в якому парижани обіграли «Сент-Етьєн». 31 липня 2020 року Баккер знову вийшов у стартовому складі ПСЖ на фінал Кубка французької ліги проти «Ліона», в якому парижани здобули перемогу в серії післяматчевих пенальті.
Влітку 2021 року за 7 мільйонів євро перейшов до німецького «Баєр 04», де молодий нідерландець відразу ж отримав місце в основному складі команди. Загалом за два роки, проведених у цій команді, взяв участь у 70 іграх усіх турнірів.
7 липня 2023 року уклав чотирирічний контракт з італійською «Аталантою», яка сплатила за його трансфер 10 мільйонів євро.

## Кар'єра в збірній
Виступав за збірні Нідерландів до 15, 16, 17, 18 і 19 років. Брав участь у юнацькому (U-17) чемпіонаті Європи 2017 року в Хорватії, де Нідерланди дійшли до чвертьфіналу.
У 2020–2023 роках провів 21 гру за молодіжну збірну Нідерландів, зокрема виступав у її складі на молодіжному Євро-2021, де нідерландці поступилися лише у півфіналі.

## Статистика виступів

### Статистика клубних виступів
Станом на 7 липня 2023
| Сезон                 | Команда               | Чемпіонат             | Чемпіонат | Чемпіонат | Національний кубок | Національний кубок | Національний кубок | Континентальні кубки | Континентальні кубки | Континентальні кубки | Інші змагання | Інші змагання | Інші змагання | Усього | Усього | Усього |
| Сезон                 | Команда               | Ліга                  | Ігор      | Голів     | Ліга               | Ігор               | Голів              | Ліга                 | Ігор                 | Голів                | Ліга          | Ігор          | Голів         | Ігор   | Голів  |        |
| --------------------- | --------------------- | --------------------- | --------- | --------- | ------------------ | ------------------ | ------------------ | -------------------- | -------------------- | -------------------- | ------------- | ------------- | ------------- | ------ | ------ | ------ |
| 2017–18               | «Йонг Аякс»           | 1Д                    | 15        | 0         |                    | -                  | -                  |                      | -                    | -                    |               | -             | -             | 15     | 0      |        |
| 2018–19               | «Йонг Аякс»           | 1Д                    | 22        | 0         |                    | -                  | -                  |                      | -                    | -                    |               | -             | -             | 22     | 0      |        |
| Усього за «Йонг Аякс» | Усього за «Йонг Аякс» | Усього за «Йонг Аякс» | 37        | 0         |                    | -                  | -                  |                      | -                    | -                    |               | -             | -             | 37     | 0      |        |
| 2018–19               | «Аякс»                | ЕД                    | 0         | 0         | КН                 | 2                  | 0                  | ЛЧ                   | 0                    | 0                    |               | -             | -             | 2      | 0      |        |
| 2019–20               | «Парі Сен-Жермен»     | Л1                    | 1         | 0         | КФ+КЛ              | 3+1                | 0                  | ЛЧ                   | 0                    | 0                    |               | -             | -             | 5      | 0      |        |
| 2020–21               | «Парі Сен-Жермен»     | Л1                    | 26        | 0         | КФ                 | 4                  | 0                  | ЛЧ                   | 10                   | 0                    |               | -             | -             | 40     | 0      |        |
| Усього за ПСЖ         | Усього за ПСЖ         | Усього за ПСЖ         | 27        | 0         |                    | 8                  | 0                  |                      | 10                   | 0                    |               | -             | -             | 45     | 0      |        |
| 2021–22               | «Баєр 04»             | БЛ                    | 25        | 1         | КН                 | 1                  | 0                  | ЛЄ                   | 4                    | 0                    |               | -             | -             | 30     | 1      |        |
| 2022–23               | «Баєр 04»             | БЛ                    | 28        | 3         | КН                 | 1                  | 0                  | ЛЧ+ЛЄ                | 5+6                  | 0+1                  |               | -             | -             | 40     | 4      |        |
| Усього за «Баєр 04»   | Усього за «Баєр 04»   | Усього за «Баєр 04»   | 53        | 4         |                    | 2                  | 0                  |                      | 15                   | 1                    |               | -             | -             | 70     | 4      |        |
| 2023–24               | «Аталанта»            | A                     | -         | -         | КІ                 | -                  | -                  | ЛЄ                   | -                    | -                    | -             | -             | -             | -      | -      |        |
| Усього за кар'єру     | Усього за кар'єру     | Усього за кар'єру     | 117       | 4         |                    | 12                 | 0                  |                      | 25                   | 1                    |               | -             | -             | 154    | 5      |        |

### Статистика виступів за збірну
Станом на 7 липня 2023
| Дата       | Місто                  | Господарі  | Результат | Гості      | Турнір                             | Голи | Примітки |
| ---------- | ---------------------- | ---------- | --------- | ---------- | ---------------------------------- | ---- | -------- |
| 4-9-2020   | Жодино                 | Білорусь   | 0 – 7     | Нідерланди | Кваліфікація молодіжного Євро-2021 | -    | 72'      |
| 8-9-2020   | Алмере                 | Нідерланди | 2 – 0     | Норвегія   | Кваліфікація молодіжного Євро-2021 | -    | 86'      |
| 8-10-2020  | Венло (громада)        | Нідерланди | 5 – 0     | Гібралтар  | Кваліфікація молодіжного Євро-2021 | -    |          |
| 13-10-2020 | Ларнака                | Кіпр       | 0 – 7     | Нідерланди | Кваліфікація молодіжного Євро-2021 | -    |          |
| 15-11-2020 | Алмере                 | Нідерланди | 5 – 0     | Білорусь   | Кваліфікація молодіжного Євро-2021 | -    | 61'      |
| 18-11-2020 | Портіман               | Португалія | 2 – 1     | Нідерланди | Кваліфікація молодіжного Євро-2021 | -    | 87'      |
| 24-3-2021  | Будапешт               | Румунія    | 1 – 1     | Нідерланди | Молодіжне Євро-2021 - 1-й етап     | -    |          |
| 27-3-2021  | Секешфегервар          | Німеччина  | 1 – 1     | Нідерланди | Молодіжне Євро-2021 - 1-й етап     | -    |          |
| 30-3-2021  | Секешфегервар          | Нідерланди | 6 – 1     | Угорщина   | Молодіжне Євро-2021 - 1-й етап     | -    | 46'      |
| 31-5-2021  | Будапешт               | Нідерланди | 2 – 1     | Франція    | Молодіжне Євро-2021 - чвертьфінал  | -    | 78'      |
| 7-9-2021   | Девентер               | Нідерланди | 3 – 0     | Молдова    | Кваліфікація молодіжного Євро-2023 | -    | 67'      |
| 12-10-2021 | Неймеген               | Нідерланди | 5 – 0     | Уельс      | Кваліфікація молодіжного Євро-2023 | -    |          |
| 25-3-2022  | Софія (місто)          | Болгарія   | 0 – 0     | Нідерланди | Кваліфікація молодіжного Євро-2023 | -    |          |
| 29-3-2022  | Девентер               | Нідерланди | 2 – 0     | Швейцарія  | Кваліфікація молодіжного Євро-2023 | -    |          |
| 3-6-2022   | Кишинів                | Молдова    | 0 – 3     | Нідерланди | Кваліфікація молодіжного Євро-2023 | -    |          |
| 7-6-2022   | Алмере                 | Нідерланди | 6 – 0     | Гібралтар  | Кваліфікація молодіжного Євро-2023 | -    | 62'      |
| 11-6-2022  | Лланеллі               | Уельс      | 0 – 1     | Нідерланди | Кваліфікація молодіжного Євро-2023 | -    |          |
| 23-9-2022  | Левен                  | Бельгія    | 1 – 2     | Нідерланди | Товариський матч                   | -    | 75'      |
| 27-9-2022  | Клуж-Напока            | Румунія    | 0 – 0     | Нідерланди | Товариський матч                   | -    | 46'      |
| 25-3-2023  | Сан-Педро-дель-Пінатар | Норвегія   | 0 – 3     | Нідерланди | Товариський матч                   | -    | 68'      |
| 27-3-2023  | Сан-Педро-дель-Пінатар | Чехія      | 1 – 1     | Нідерланди | Товариський матч                   | -    |          |
| Усього     |                        | Матчів     | 21        |            | Голів                              | 0    |          |

## Титули і досягнення
- Чемпіон Франції: 2019/20
- Володар Кубка Франції: 2019/20, 2020/21
- Володар Кубка французької ліги: 2019/20
- Володар Суперкубка Франції: 2020
- Переможець Ліги Європи УЄФА : 2023–24